# مايكل والدرون
مايكل والدرون (ولد في 23 أبريل 1987) هو كاتب سيناريو ومنتج أمريكي معروف بعمله في المسلسل التلفزيوني ريك ومورتي وهيلز، إنشاء مسلسل عالم مارفل السينمائي لوكي، وكتابة دكتور سترينج في الأكوان المتعددة المجنونة (2022).

## فيلموغرافيا
| السنة     | العنوان                                   | الكاتب | المنتج | ملاحظات                            |
| --------- | ----------------------------------------- | ------ | ------ | ---------------------------------- |
| 2014      | كوميونتي                                  | مساعد  | لا     | 13 حلقة                            |
| 2017      | لعبة جيدة                                 | لا     | تنفيذي | 6 حلقات                            |
| 2019–2020 | ريك ومورتي                                | نعم    | نعم    | كتابة: حلقة "العجوز والمرحاض"      |
| 2021–2023 | لوكي                                      | نعم    | تنفيذي | منشئ؛ 12 حلقة                      |
| 2021–2023 | هيلز                                      | نعم    | تنفيذي | منشئ؛ 16 حلقة                      |
| 2022      | دكتور سترينج في الأكوان المتعددة المجنونة | نعم    | لا     | الممثل: ضيف حفل زفاف كريستين بالمر |
| 2025      | تشاد باورز                                | نعم    | تنفيذي | منشئ؛ 8 حلقات                      |
| 2026      | المنتقمون: يوم القيامة                    | نعم    | لا     |                                    |

## الإشادات
| الجائزة                 | السنة | الفئة                   | العمل المرشح                    | النتيجة | مراجع  |
| ----------------------- | ----- | ----------------------- | ------------------------------- | ------- | ------ |
| جائزة الإيمي برايم تايم | 2020  | أفضل برنامج رسوم متحركة | ريك ومورتي (لحلقة برميل الأسيد) | فوز     | [ 10 ] |

## روابط خارجية
- مايكل والدرون في قاعدة بيانات الأفلام على الإنترنت